# Autoszomális domináns-recesszív öröklődésmenet
A domináns-recesszív öröklésmenetben a domináns allél akkor is kifejeződik a recesszív alléllal szemben, ha a genotípus heterozigóta. Az öröklésmenet autoszomális, ha a gén testi kromoszómán, autoszómán helyezkedik el.
Amennyiben az adott egyed heterozigóta, gametogenezis során a 2n számú kromoszómából 1n lesz, így a domináns és a recesszív allél is a gaméták felében található meg. Ha a recesszív allélt vizsgálják, akkor a heterozigótákat hordozóknak nevezik.

## Példák
A domináns-recesszív öröklésmenetben gyakran a betegséget okozó allél(ok) a recesszívek az egészséges alléllal szemben, de előfordulnak olyan betegségek is, amelyek dominánsan öröklődnek. Ismertek továbbá olyan jellegek is, amelyek nem tekinthetők betegségnek, így: 
- a sötét hajszín domináns a világossal szemben
- a sötét szemszín domináns a világossal szemben
- a vércsoportok közül a nullás recesszív az A, B allélokkal szemben
- az ember hatujjúsága domináns az ötujjúsággal szemben.
- a kecske és a szarvasmarha szarvatlansága domináns a szarvaltsággal szemben

Dominánsan öröklődik az ujjösszenövés, az achondroplázia, az üvegcsont betegség, a Marfan-szindróma és a rövidujjúság. Recesszíven öröklődik az albinizmus, a fenilketonuria és a galaktozémia.

## A domináns allél öröklődésének jellegzetességei
- Az érintett személynek legalább egyik szülője érintett.
- Az érintett szülőnek 50% az esélye, hogy továbbörökítse a vizsgált jelleget.
- A nem érintett egyének nem adhatják át a vizsgált allélt.
- Ugyanolyan mértékben érintettek a férfiak, mint a nők.
- Minden generáció érintett.

De a heterozigóta egyedek nem feltétlenül ugyanannyira érintettek. Ez függ a gén penetranciájától, azaz attól, hogy a gén milyen mértékben jelenik meg az egyes generációkban; illetve függ a gén kifejeződésének fokától is. Ez átmenetet jelent a köztes öröklésmenethez.

## A recesszív allél öröklődésének jellegzetességei
- Az érintett személyek szülei nem feltétlenül érintettek.
- Az érintett egyén biztosan továbbörökíti a jelleget, de ez gyermekein tipikusan nem jelenik meg.
- Vannak nem érintett egyedek, akik továbbadják a vizsgált allélt. Azt mondják, hogy hordozzák az adott jelleget.
- Ugyanolyan mértékben érintettek a férfiak, mint a nők.
- A jelleg generációkat ugrik át, néha sok nemzedék után jelenik csak meg újra.

## Az autoszomális öröklődés általános sémája
Az ábrákon a recesszív allélt hordozó gaméta kék, a dominánsat hordozó piros. A domináns fenotípus pirossal, a recesszív kékkel jelölt.

### Egy heterozigóta és egy homozigóta recesszív szülő
Ahogy az ábra is mutatja, hogy heterozigóta gyermek születésére az esély 50%.

### Ha mindkét szülő heterozigóta
Ahogy az ábra is mutatja, az esélyek a következők:
- 75% az esélye, hogy a domináns allél kifejeződik gyermekükön; pontosabban 25%, hogy homozigóta; 50%, hogy heterozigóta
- 25% az esélyük, hogy homozigóta recesszív születik.

Egyes esetekben a homozigóta magzat vagy gyermek korán, akár már in utero elhal (például akondroplázia esetén); míg más esetekben a betegség csak késő felnőttkorban jelenik meg (például Huntington chorea), melyre a homozigótaság ténye kevés hatással van.